# Anna Margit
Anna Margit (Eredetileg Sichermann, aztán Sólyom) (Borota, 1913. december 23. – Budapest, 1991. június 3.) magyar festőművész, Ámos Imre felesége.

## Életpályája
Sichermann József uradalmi gazdatiszt és Elefánt Ilona lánya. A Képzőművészeti Főiskolán 1936-ban fejezte be tanulmányait, mestere Vaszary János volt. Első gyűjteményes kiállítását férjével, Ámos Imrével együtt az Ernst Múzeumban rendezte meg 1936-ban. 1936-tól a házaspár alkotói munkásságának fő helyszíne Szentendre. 1937-ben ellátogattak Párizsba, ahol találkoztak Marc Chagall művészetével, amely mindkettőjükre mély benyomást tett.
Anna Margit tragikus körülmények közt özvegyült meg, természetesen művészetére is hatást gyakorolt a vérzivataros történelem. A második világháború idején zsidó származású férjét behívták munkaszolgálatra a délvidéki, majd a keleti harctérre, a háború vége felé feltehetően egy szászországi táborba hurcolták, s ott halt meg 1944-ben. 1942–1945 között alig tudott dolgozni a zsidótörvények okán, különösen a második zsidótörvény és a harmadik zsidótörvény miatt. Csak az OMIKE – Országos Magyar Izraelita Közművelődési Egyesület keretében, zsidó közönség számára mutathatta be munkáit. Ekkor formálódott festészetében az ember bábuvá, aki ki van szolgáltatva a sorsnak. Kifejezésmódja fokozatosan expresszívvé és szürrealistává lett.
1945–48-ban az Európai Iskola kiállítótermében mutatta be alkotásait. 1949-től a tiltólistára került, majd az 1960-as évektől átemelték a tűrt kategóriába. Ezekben az években jelentkezett fojtott tragikumú, gyermekien naiv festői mondanivalóval. 1970-ben alkotta meg olaj/vászon festői alapra fotókollázsokból festői ars poeticáját. A grafika területén szintén figyelemreméltó műveket hozott létre.
Gazdag életművet hagyott hátra, a 20. század számos stílusirányának (expresszionizmus, szimbolizmus, szürrealizmus, absztrakt művészet) metamorfózisa valósult meg az festészetében, a groteszk, a humor és a fekete humor sem idegen képein.
1984-től az Ámos Imre – Anna Margit Gyűjtemény önálló múzeumi épületben tekinthető meg Szentendrén. Anna Margit adománnyal is gyarapította a gyűjteményt.

## Művei (válogatás)

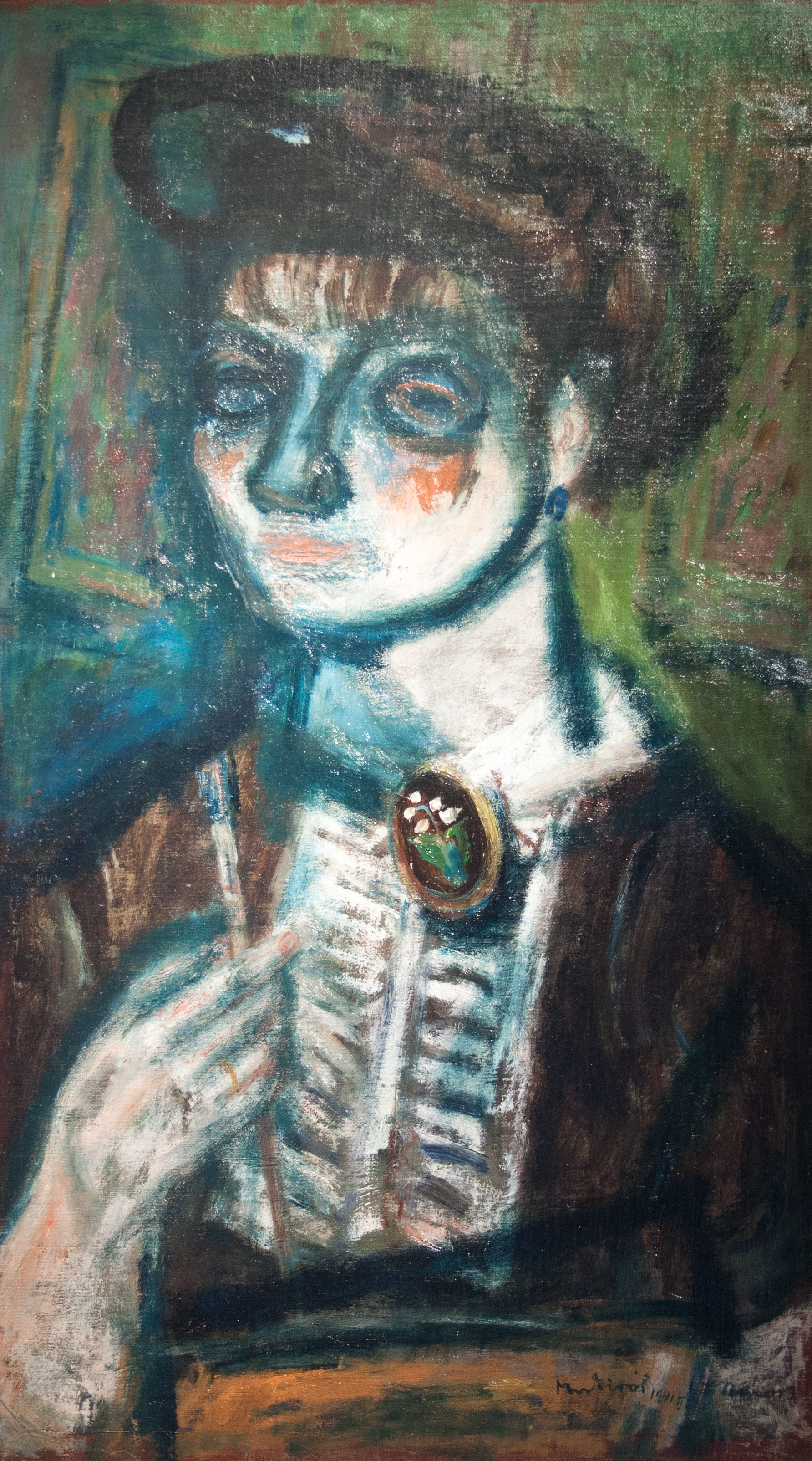
Anna Margit portréja, Ámos Imre festménye

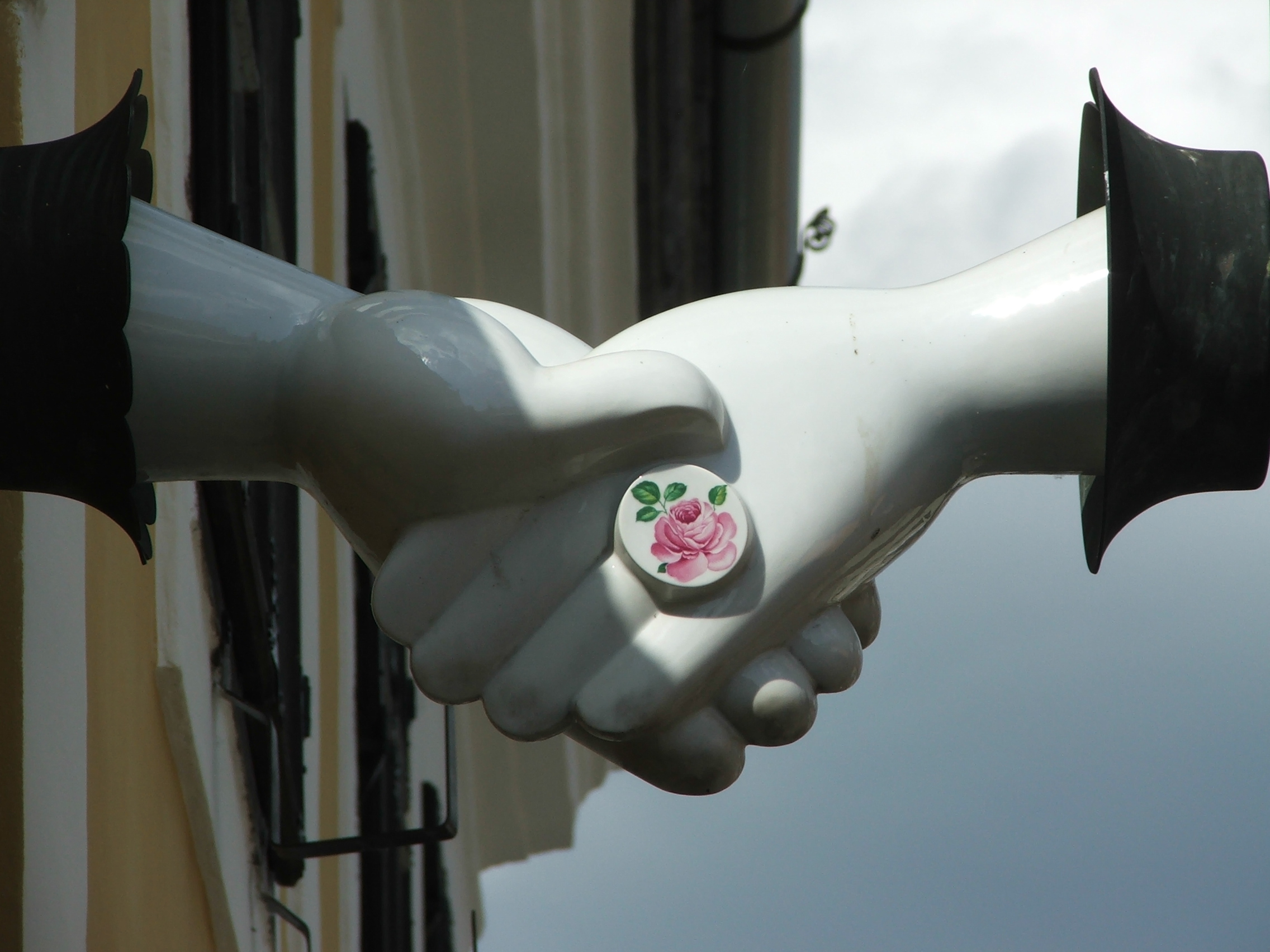
Anna Margit és Ámos Imre összetartozásának szimbóluma, Ámos Imre-Anna Margit múzeum, Szentendre

- 1934 Két nő gyöngytyúkkal (Tempera, papír, 58 x 62 cm; magántulajdonban)
- 1934 Beteg lelkek kertje (Tempera, papír, 83 x 70 cm; magántulajdonban)
- 1936 Nő az erkélyen (Tempera, fotópapír, 70 x 50 cm; Janus Pannonius Múzeum, Pécs)
- 1936 Nő csokorral (Tempera, papír, 100 x 70 cm; Ferenczy Múzeum, Szentendre)
- 1936 Gyilkosság (Tempera, papír, 70 x 100 cm; Ferenczy Múzeum, Szentendre)
- 1936 Vörösruhás nő (Tempera, papír, 66,8 x 50,5 cm; Magyar Nemzeti Galéria, Budapest)
- 1936 Kötéltánc : szimbólum (Gouache, papír, 100 x 70 cm; magántulajdonban)
- 1936 Műterem (Tempera, papír, 35 x 35,5 cm; MNG
- 1937 Kettős portré (Tempera, papír, 100 x 70 cm; Ferenczy Múzeum, Szentendre)
- 1937 Önarckép (Tempera, kréta, papír, 61 x 37,5 cm; JPM)
- 1939 Önarckép fürdőruhában (Tempera, papír, 103,2 x 70 cm; MNG)

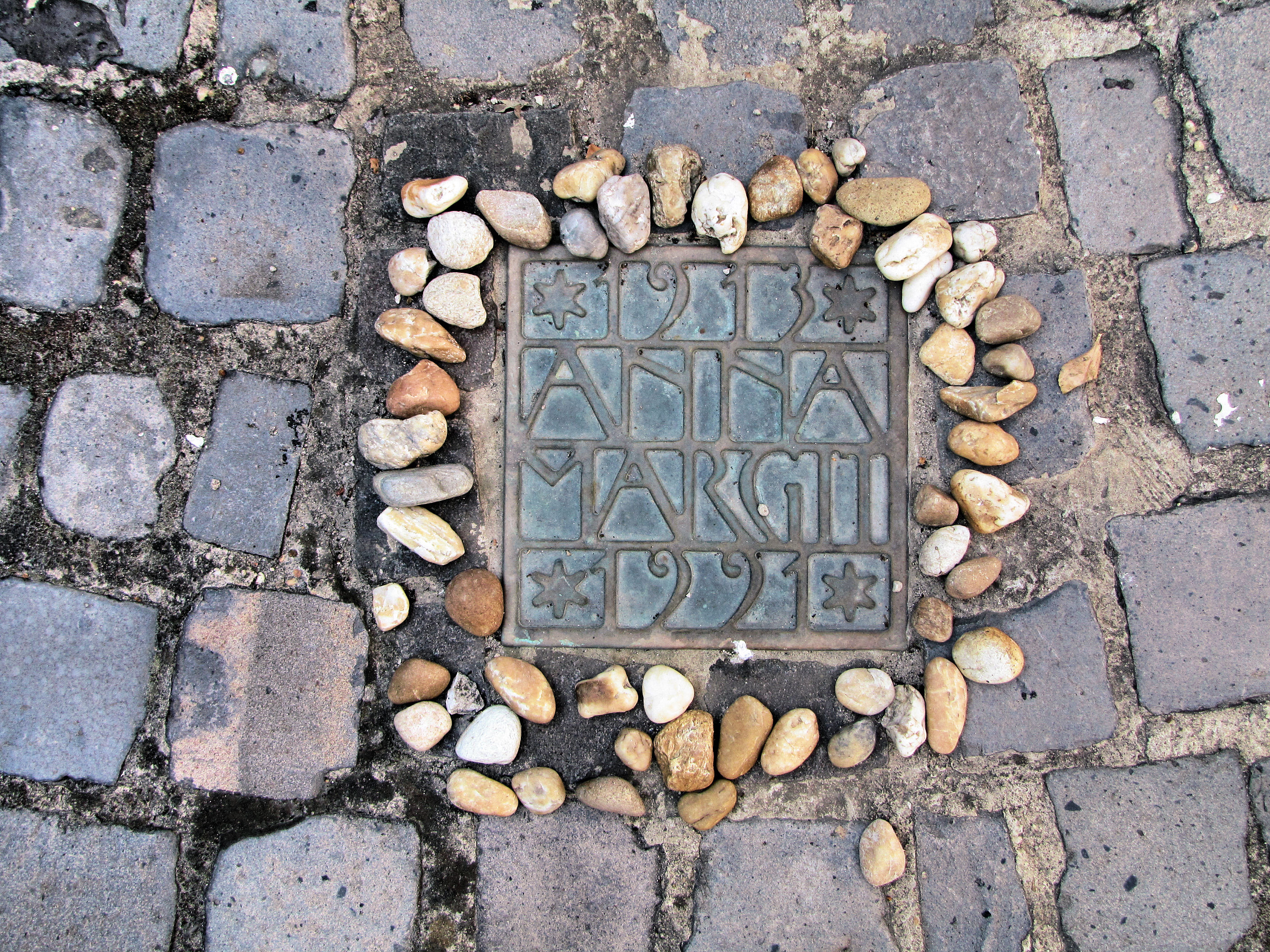
Anna Margit hamvainak nyughelye a szentendrei múzeum udvarán

- 1939 Szentendrei tűzoltóság (Tempera, farostlemez, 100 x 70 cm; Ferenczy Múzeum, Szentendre)
- 1940 Csendélet (Tempera, papír, 70 x 58 cm; Ferenczy Múzeum, Szentendre)
- 1940 körül Csendélet két szem krumplival (Tempera. papír, 61 x 47 cm; magántulajdonban)
- 1940 körül Fésűs önarckép (Tempera. papír, 74 x 68 cm; magántulajdonban)
- 1942 Táncosnők (Tempera, papír, 578 x 668 mm; MNG)
- 1942 Együttérzés (Tempera, papír, vászonra ragasztva, 70 x 58 cm; magántulajdonban)
- 1946 Katona (Olaj, karton, 22 x 17,5 cm; magántulajdonban)
- 1946 Önarckép (Tempera, papír, 100 x 70 cm; Ferenczy Múzeum, Szentendre)
- 1946 Fej (Tempera, papír, 57,5 x 45 cm; Ferenczy Múzeum, Szentendre)
- 1947 Női fej pöttyös ruhában (Olaj, papír, 475 x 350 mm; JPM)
- 1947 Bábu (Olaj, vászon, 32,5 x 23 cm; Deák Gyűjtemény – Városi Képtár, Székesfehérvár)
- 1947 Ősz halász (Olaj, vászon, 22 x 18,5 cm; Deák Gyűjtemény – Városi Képtár, Székesfehérvár)
- 1947 Halász (Olaj, vászon, 41x34cm; Jáky Gyűjtemény, Budapest)
- 1948 Madarat etető (Tempera, papír, 95 x 64 cm; magántulajdonban)
- 1948 Bábu (1948) (Olaj, vászon, 65 x 32 cm; magántulajdonban)
- 1953 Lángvédő (Tempera, papír, 26 x 22 cm; JPM)
- 1956 Kiabáló (Olaj, papír, 30 x 23 cm; magántulajdonban)
- 1958 Diaboló (Vegyes technika, vászon, 250 x 190 mm; Ferenczy Múzeum, Szentendre)
- 1967 körül Piros sapkás fiú (Olaj, vászon, 37 x 79 cm; magántulajdonban)
- 1970 Ars poetica (Olaj, vászon, fotókollázs, 75x92 cm; Ferenczy Múzeum, Szentendre)
- 1971 Misztériumjáték (Olaj, vászon, 72 x 52 cm; Ferenczy Múzeum, Szentendre)
- 1972 Csipkés Madonna (Olaj, vászon, csipke rátét, 67 x 100 cm; Ferenczy Múzeum, Szentendre)
- 1975 A mama elröpült (Olaj, vászon, fotórátét, 112 x 52,5 cm; Ferenczy Múzeum, Szentendre)
- 1976 Ez az ígéret földje? (Olaj, vászon, színes kép és fotórátét, 101 x 123 cm; Ferenczy Múzeum, Szentendre)
- 1981 A dögcédula (Olaj, vászon, 50 x 30 cm; magántulajdonban)
- 1988 Önarckép (Olaj, vászon, 60 x 35 cm; magántulajdonban)
- 1989-90 A vég kezdete (Olaj, vászon, 60 x 34 cm; magántulajdonban)
- (Év nélkül) Asztali csendélet csuporral, körtével (Vegyes technika, papír, 59,5 x 49 cm; magántulajdonban)

## Társasági tagság
- Európai Iskola